# Muralla de Vílnius

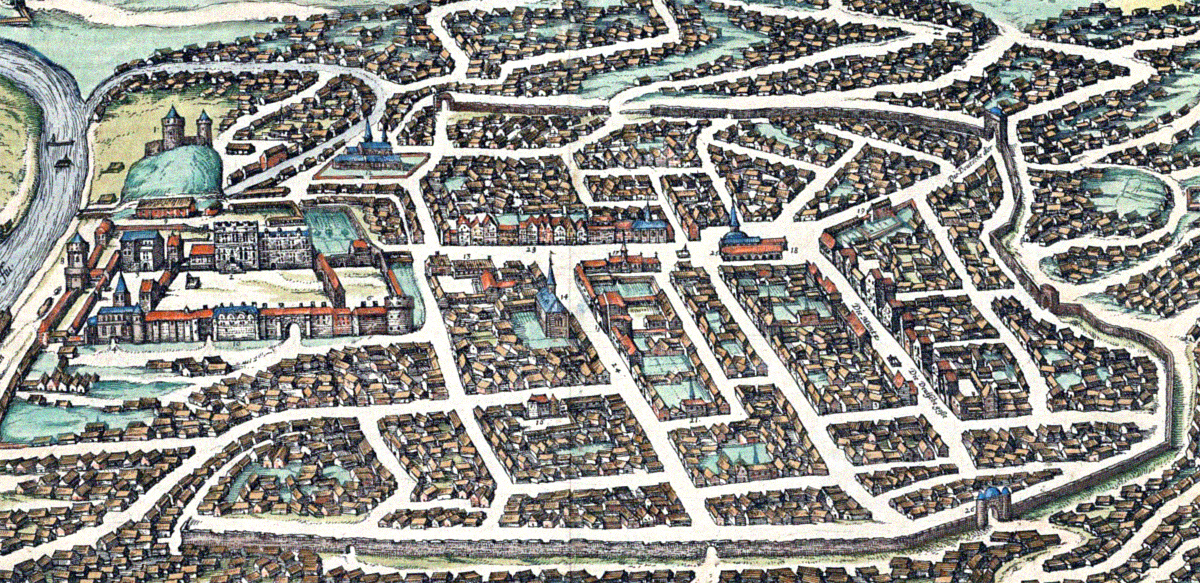
Muralla de la ciutat al segle XVI

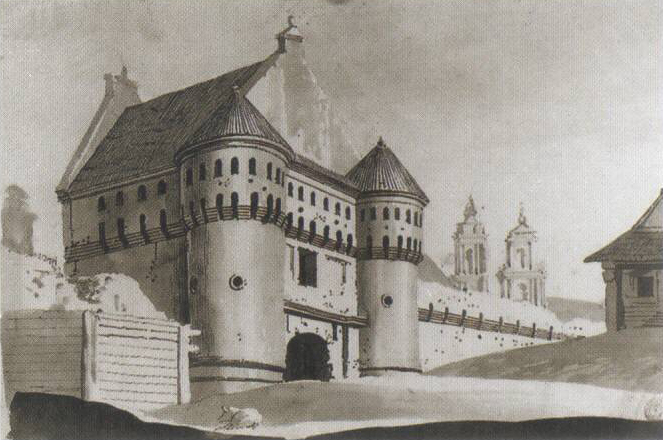
Porta Subačius al segle XVIII

La muralla de Vílnius va ser un mur defensiu al voltant de la ciutat de Vílnius, la capital del Gran Ducat de Lituània. Va ser construïda entre 1503 i 1522 per a la protecció contra els atacs dels Kanat de Crimea a començaments de les Guerres Moscovita-Lituana. La pedra i paret de maó va ser un element clau del sistema defensiu de Vílnius, i va ser pagat pels propietaris de terres de la ciutat. Contenia nou portes i un bastió d'artilleria. Algunes de les construccions originals han sobreviscut.
- La Porta Subačius va ser construïda al final de l'actual carrer de l'Esperit.
- La Porta Spas va ser construïda a la vora del riu Vilnia al costat oriental de la ciutat.
- La Porta Wet era a prop de Plaça de la Catedral de Vílnius.
- La Porta Tatar era a la cantonada del carrer Liejykla Totoriai.
- La Porta Vilija se situa a la cantonada de Vílnius i el carrer Bernardinai.
- La Porta Trakai va ser construïda a la cantonada dels carrers de Trakai i Pylimas. Era la porta principal de la ciutat i contenia (igual que la porta de l'Aurora) una capella.
- La Porta Rūdininkai al final del carrer de Rūdininkai.
- La Porta Medininkai estava al final del carrer Medininkai. Aquesta porta protegia l'entrada en la part sud de la ciutat. Ara com ara es coneix com la Porta de l'Aurora.

Un bastió d'artilleria va ser construït per protegir la part oriental de la ciutat. Avui és un museu militar de Vílnius i està en procés de renovació.
Després de les particions de la Mancomunitat de Polònia-Lituània, el govern rus va ordenar abatre la major part dels murs i totes les portes, excepte la Porta de l'Aurora. Algunes parts de la paret són encara visibles en tot el barri vell de Vílnius, o seran restaurades per la seva exhibició.